# 長田梢
長田 梢（ながた こずえ、10月25日 - ）は日本の女性声優。アトリエピーチ所属。長野県出身。

## 人物

### プロフィール
趣味はテレビゲーム・カラオケ・雑誌を読むこと。
特技は卓球。
<スリーサイズはB77W57H87。

## 出演作品

### ゲーム

#### 1996年
- アポなしギャルズお・り・ん・ぽ・す（一色ホタル）

#### 1998年
- ずっといっしょ（立花 すみれ）[1]

#### 2000年
- GREEN 〜秋空のスクリーン〜（ユウ）[1]

### ラジオ
- TBSラジオ
  - 岩男潤子のプクプクペンギンパーク（突撃レポーター）[1]
  - バカリズムのラジカリズム（アシスタント）[1]
- ラジオ大阪
  - ドキドキプリティリーグ（リポーター）[1]
  - スポーツ青春リクエストスペシャル〜東海道珍道中岩田は今…どこだぁぁぁ!!（メインパーソナリティ）[1]

### テレビ
- キッズステーション
  - メガストア美少女ゲームTV![1]
- impressTV
  - CANDY POP STATION[1]

### ビデオ
- 桜井智のひたすら声優志願（じゅんこ）[1]

### CD
- Heart Beat Groove（ヴォーカル）[1]
- アポなしギャルズお・り・ん・ぽ・す（「かないみか&YAGPD」コーラス）[1]
- ずっといっしょ サウンドトラック（「Pastel&Vivid」ヴォーカル）[1]
- ラダマントゥス外伝〜遠い想い〜（「ナナ」ヴォーカル）[1]
- キミにSteady オリジナルサウンドトラック（「Rainy Day」ヴォーカル）[1]
- ゲッターラブ! サウンドトラック（「ピリオド」「恋のソルジャー」ヴォーカル）[1]
- GREEN〜秋空のスクリーン〜 サウンドトラック（「たいくつは乙女の敵!」ヴォーカル）[1]
- 美少女遊戯歌謡集1号（「オープンしてます!」ヴォーカル）[1]
- LOVERS〜恋におちたら…〜 オリジナルサウンドトラック（「はじめてデート」ヴォーカル）[1]
- ASTEL＆VIVID（「Heart Beat Groove」ヴォーカル）[1]

### CD-ROM
- アニメフリークFXvol.5「水着でポン!!」（顔出し）[1]
- テックサターン付録CD-ROM（アナウンサー）[1]
- メンズWindows付録CD-ROM[1]
- やまびこシティのケンチャコ大冒険 入学準備号（じょっか役他）[1]

### 歌
- 「まほうのきせつ」（DC「春雨曜日」主題歌）[1]
- 「Rainy Day」（PC「キミにSteady」エンディング）[1]
- 「オープンしてます!」（PC「Endless Serenade」オープニング）[1]
- 「勇気の架け橋〜終わりなきセレナーデ〜」（PC「Endless Serenade」挿入歌）[1]
- 「タイムマシン」（PC「夏祭〜なつまつり〜」エンディング）[1]
- 「勇気の架け橋」（ボイスシアター「Endless Serenade 紅の旋律」エンディング）[1]

### 舞台
- 劇団隔世遺伝公演「花いちもんめ」（池袋シアターグリーン）[1]

### イベント
- YAGPDイベント（代々木アニメーション学院原宿校）[1]
- サムシングドリームス（日比谷公会堂）[1]
- キャラフェス’99春（東京ビッグサイト）[1]
- キャラフェス’00秋（東京ビッグサイト）[1]
- ゲッターラブ!クリスマスイベント（目黒公会堂）[1]

### ライブ
- ミレニアムだよ!アトリエピーチ2000（渋谷TakeOff7）[1]
- ライブ・ボイスタイプ2004夏withアトリエピーチうたまつり（CLUB PHASE）[1]
- アトリエピーチうたまつり2006（クロス吉祥寺）[1]
- ワクワクアイドルライブ（鶴見T-TOPS）[1]
- ガールズポップアーティスト（原宿ルイード）[1]
- YAG・スパーク（一ツ橋教育会館）[1]
- YAGPDライブ（神田パンセホール）[1]
- YAGPDバレンタインライブ（YAGアート館）[1]
- YAGPDライブ（アメージングスクウェア）[1]

### 雑誌
- OZmagazine（スターツ出版）[1]
- 電撃王（メディアワークス）[1]
- CUTiE（宝島社）[1]
- 声優グランプリ（主婦の友社）[1]
- やりたい仕事を手に入れる本（リクルート）[1]
- PeeWee（ソニー・マガジンズ）[1]
- VoiceANIMAGE（徳間書店）[1]
- じゃマール（リクルートフロムエー）[1]
- COOLTRANCE（ワニブックス）[1]
- 熱烈投稿（コアマガジン）[1]
- メンズWindows（コアマガジン）[1]
- ヤングマガジン（講談社）[1]
- D-SHOCK（白夜書房）[1]
- メガストア（コアマガジン）[1]
- メガヴィーナス（コアマガジン）[1]
- ファミまる（CTCクリエイト）[1]
- メガストア美少女ゲーム傑作選（コアマガジン）[1]

### 書籍
- エンドレスセレナーデコンプリートコレクション（勁文社）[1]

### その他
- ファミまる（テレフォンサービス）[1]